# A917 road
Die A917 road ist eine A-Straße in der schottischen Council Area Fife.

## Verlauf
Die Straße beginnt an einem Kreisverkehr im Norden von St Andrews. An diesem enden sowohl die aus Bannockburn kommende A91 als auch die aus Kirkcaldy kommende A915. Sie führt durch das Zentrum St Andrews, vorbei an der Universität. Die A917 verlässt die Stadt in südöstlicher Richtung und zeichnet in ihrem Verlauf die Küstenlinie nach, verläuft jedoch stets mindestens wenige hundert Meter von dieser entfernt. Vorbei an der Golfanlage St Andrews Links quert sie das Kenly Water und bindet den Weiler Kingsbarns an. Nach 16 km erreicht die A917 Crail, wo der Verlauf nach Südwesten abknickt. Den Weiler Kilrenny tangierend bildet die A917 die Hauptstraße der Stadt Anstruther. Jenseits von Anstruther werden die Ortschaften Pittenweem und St Monans angebunden. In Elie and Earlsferry knickt der Straßenverlauf nach Nordwesten ab. Kilconquhar Loch passierend führt die A917 durch den Weiler Drumeldrie und erreicht schließlich Upper Largo. Dort mündet die Straße nach einer Gesamtlänge von 40,5 km in die A915 (St Andrews–Kirkcaldy) ein.